# Luj VII., kralj Francuske
Luj VII., poznat pod pridjevkom Mladi (1120. – Pariz, 18. rujna 1180.), bijaše francuski kralj od 1137. do 1180. (iz dinastije Capet). Rastavom od prve supruge, izgubio je Akvitaniju, koja je udajom njegove bivše supruge prešla u posjed engleskih kraljeva što je kasnije bio uzrok višestoljetnom sukobu Engleske i Francuske. Sudjelovao je u Drugom križarskom ratu (1147.-1149.), ali nije ostvario uspjeha.

## Životopis
Dana 1. kolovoza 1137. godine, poslije smrti oca, kralja Luja VI., jedva punoljetni Luj VII. je postao novi francuski kralj. Pred sam kraj svoga života otac mu je ugovorio vjenčanje s Elenorom, vojvotkinjom Akvitanije, kćerkom akvitanskog vojvode Vilima X., koja je bila dvije godine mlađa od njega. Par se vjenčao 1137. godine, ali brak je od samog početka bio neuspješan. Crkveno obrazovani Luj se nije mogao nositi s liberalno obrazovanom Elenor. Ona sama je za svog muža izjavila kako je mislila da se ženi za muškarca, a ne svećenika.
U međuvremenu, kralj Luj VII. poveo je 1147. godine, zajedno s rimsko-njemačkim kraljem Konradom III., Drugi križarski rat, ali nije ostvario bilo kakav uspjeh, već naprotiv težak poraz u bitci kod Laodiceje 1148. godine pa se nakon dvije godine uzaludnog ratovanja vratio natrag u Francusku.
Poslije petnaest godina braka bez muške djece, Luj VII. se 1152. godine rastavio od supruge, odričući se na taj način Akvitanije. Razvedena Elenora s tako velikim mirazom je odmah upala u oči desetak godina mlađem engleskom kralju Henriku II. koji je odmah ženi donoseći Engleskoj ovu veliku francusku pokrajinu.
Za vrijeme svog vladanja on nastavlja očevu politiku slabljenja plemića ne uvidjevši prilike za širenje svoga kraljevstva. Radije je izgrađivao administraciju i konsolidirao kraljevsku vlast nad postojećim kraljevskim teritorijima, nego što se odvaživao vojnim pohodima širiti kraljevski utjecaj u zemlji. Građanski rat u Engleskoj koji je trajao tijekom 15 godina njegove vladavine bila je prilika za izbacivanje engleske vlasti iz područja Francuske, budući da je engleski kralj još otprije vladao Anjouom i Normandijom, a od 1152. godine dobio je i Akvitaniju. Sukob je započeo ubrzo nakon Henrikova stjecanja Akvitanije i trajao je sve do 1174. godine. Luju VII. išli su na ruku brojni problemi u Engleskoj, poput sukoba između Henrika II. i nadbiskupa Thomasa Becketa između 1164. i 1170. te ustanka Henrikovih sinova (1173.-1174.), ali Luj nije iskoristio nijednu od ponuđenih šansi da bi pobijedio Henrika II.
Luj VII. je s drugom suprugom Konstancijom Kastiljskom dobio još jednu kćer, Margaretu, koju je prvo udao 1170. godine za Henrika Mladog Kralja, a nakon njegove smrti 1183. godine udala se za hrvatsko-ugarskog kralja Belu III. Druga supruga umrla je 1160. godine pa se Luj VII. treći put oženio Adelom Šampanjskom, koja je bila potomkinja Karolinga, što je Luju VII. podiglo ugled u zemlji. U trećem braku dobio je dugoočekivanog sina i nasljednika Filipa II. te Agnezu, kasniju suprugu bizantskog cara Aleksija II. Komnena.
U doba njegove smrti 18. rujna 1180. godine Engleska vlada s više od pola tadašnje Francuske. Naslijedio ga je sin jedinac Filip II.